# شرب سلبي
يؤدي الشرب السلبي، مثل التدخين السلبي، إلى الضرر الذي يلحق بالآخرين نتيجة شرب المشروبات الكحولية. ويشمل هذا الضرر الجنين الذي لم يولد بعد وأطفال الآباء والأمهات الذين يشربون بشكل مفرط، والسائقين في حالة السكر، والحوادث، والعنف المنزلي والاعتداءات الجنسية المرتبطة بالكحول.
في 2 فبراير 2010 نظمت يوروكير، التحالف الأوروبي لسياسة الكحول، ندوة حول «التكلفة الاجتماعية للكحول: الشرب السلبي».
وفي 21 أيار/مايو 2010، توصلت منظمة الصحة العالمية إلى توافق في الآراء في جمعية الصحة العالمية بشأن قرار لمواجهة تعاطي الكحول على نطاق ضار.